# Zeesse
Zeesse (52° 31′ N, 6° 26′ L) is a hamlet in the dos Países Baixos, na província de Overijssel. Zeesse pertence ao município de Ommen, e está situada a 23 km, a leste de Zwolle.